# 체르노고르스크

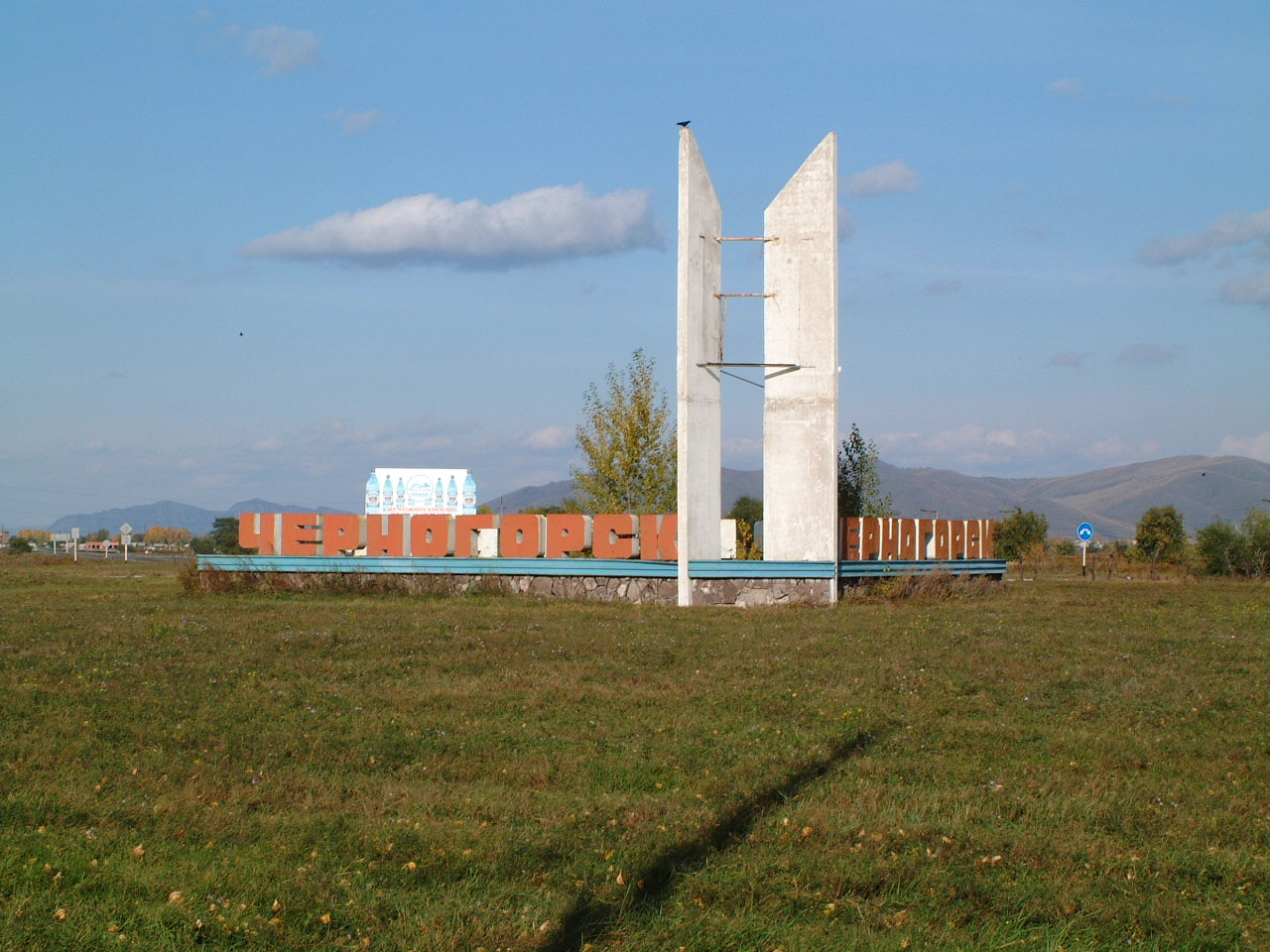

체르노고르스크(러시아어: Черного́рск, 하카스어: Харатас)는 러시아 하카스 공화국의 도시이다. 소비에트 연방시절에는 굴라그가 설치되어 있었다. 인구는 7만3,077명(2002년)이다. 아바칸에서 북쪽으로 18km 떨어져 있다. 현재 시장은 바실리 벨로노고프이다. SUEK의 지점에 여기에 위치해 있다.